# Jonna Ulin
Jonna Ulin, född 1968 i Stockholm, är en svensk arkeolog och museichef. Hon är filosofie doktor i arkeologi och känd som programledare för TV-serierna Utgrävarna från 2005 och Vrakletarna från 2007/2008. Åren 2008–2015 var hon museichef på Mölndals stadsmuseum, och därefter chef för avdelningen för Fri konst och kultur inom Göteborgs Stads kulturförvaltning.
Ulin lade 2004 tillsammans med Fiona Campbell fram den gemensamma doktorsavhandlingen Borderline archaeology. A practice of contemporary archaeology -- exploring aspects of creative narratives and performative cultural production vid Göteborgs universitet.